# Allsvenskan 2005
L'edizione 2005 del campionato di calcio svedese (Allsvenskan) vide la vittoria finale del Djurgårdens IF.
Capocannoniere del torneo fu Gunnar Heiðar Þorvaldsson (Halmstads BK), con 16 reti.

## Classifica finale
|    | Classifica      | G  | V  | N  | P  | GF | GS | Diff | Punti |
| -- | --------------- | -- | -- | -- | -- | -- | -- | ---- | ----- |
| 1  | Djurgården      | 26 | 16 | 5  | 5  | 60 | 26 | +34  | 53    |
| 2  | IFK Göteborg    | 26 | 14 | 7  | 5  | 38 | 22 | +16  | 49    |
| 3  | Kalmar          | 26 | 11 | 10 | 5  | 36 | 21 | +15  | 43    |
| 4  | Hammarby        | 26 | 12 | 7  | 7  | 43 | 30 | +13  | 43    |
| 5  | Malmö FF        | 26 | 12 | 5  | 9  | 38 | 27 | +11  | 41    |
| 6  | Helsingborg     | 26 | 12 | 3  | 11 | 32 | 38 | -6   | 39    |
| 7  | Elfsborg        | 26 | 10 | 7  | 9  | 35 | 43 | -8   | 37    |
| 8  | Häcken          | 26 | 11 | 3  | 12 | 29 | 29 | 0    | 36    |
| 9  | Örgryte         | 26 | 10 | 5  | 11 | 37 | 38 | -1   | 35    |
| 10 | Halmstad        | 26 | 9  | 5  | 12 | 38 | 38 | 0    | 32    |
| 11 | Gefle           | 26 | 9  | 4  | 13 | 27 | 33 | -6   | 31    |
| 12 | Landskrona BoIS | 26 | 8  | 6  | 12 | 26 | 44 | -18  | 30    |
| 13 | GIF Sundsvall   | 26 | 6  | 7  | 13 | 31 | 46 | -15  | 25    |
| 14 | Assyriska       | 26 | 4  | 2  | 20 | 17 | 52 | -35  | 14    |

## Spareggio salvezza/promozione
Allo spareggio salvezza/promozione vennero ammesse la dodicesima classificata in Allsvenskan (Landskrona BoIS) e la terza classificata in Superettan (GAIS).
|                 | Risultati |                 | Luogo e data                |
| --------------- | --------- | --------------- | --------------------------- |
| GAIS            | 2 - 1     | Landskrona BoIS | Göteborg, 26 ottobre 2005   |
| Landskrona BoIS | 0 - 0     | GAIS            | Landskrona, 30 ottobre 2005 |
|                 |           |                 |                             |

## Verdetti
- Djurgårdens IF campione di Svezia 2005.
- Landskrona BoIS, GIF Sundsvall e Assyriska Föreningen retrocesse in Superettan.